# (9190) Masako
(9190) Masako – planetoida z pasa głównego okrążająca Słońce w ciągu 3 lat i 307 dni w średniej odległości 2,45 j.a. Została odkryta 4 listopada 1991 roku w Yatsugatake South Base Observatory przez Yoshio Kushidę i Osamu Muramatsu. Nazwa planetoidy pochodzi od Masako Muramatsu, żony drugiego z odkrywców. Przed nadaniem nazwy planetoida nosiła oznaczenie tymczasowe (9190) 1991 VR1.